# Comissió Trilateral
La Comissió Trilateral és una organització internacional privada fundada el 1973 per iniciativa de David Rockefeller i aglutina personalitats destacades de l'economia i els negocis de les tres zones principals de l'economia capitalista: Amèrica del Nord, Europa i Àsia-Pacífic. Precisament la inclusió de membres del Japó és la principal diferència amb el Grup Bilderberg.

## Funcionament
La comissió trilateral es congrega periòdicament mantenint en els seus encontres reunions en les quals s'uneixen proporcionalment membres de les tres àrees geogràfiques combinant polítics, empresaris i personalitats acadèmiques. La importància dels seus membres li genera nombroses crítiques que alimenten la coneguda com a teoria de la conspiració.

## Membres
La Comissió és presidida per l'expresident del Banc Central Europeu Jean-Claude Trichet —per Europa—, el geopolitòleg Joseph S. Nye —per Amèrica del Nord—, i el directiu farmacèutic Yasuchika Hasegawa —per la regió Àsia-Pacífic.
Entre les personalitats que n'han format part destaquen els ex-presidents dels Estats Units George Herbert Walker Bush, James Earl Carter i Bill Clinton i l'exsecretari d'estat dels Estats Units Henry Kissinger.
L'advocat espanyol Antonio Garrigues Walker també és membre de la Trilateral, així com Juan Villalonga. Han estat també espanyols de la Trilateral en el passat, personalitats com Carles Ferrer i Salat, José Luis Cerón Ayuso, Emilio Ybarra, Claudio Boada Vilallonga, José Antonio Segurado, Jaime Carvajal Urquijo i Jesús Aguirre, duc consort d'Alba. El setembre de 2013 eren membres de l'organització els espanyols Ana Patricia Botín, consellera delegada de la filial britànica del Grupo Santander i membre del consell d'administració de Coca-Cola; Jaime Castellanos, empresari del sector de mitjans de comunicació; Alfonso Cortina, expresident de Repsol; Pedro Miguel Etxenike, físic teòric, membre del consell rector del CSIC de 2001 a 2007 i vicepresident de Innobasque de 2008 a 2012; Óscar Fanjul, expresident de Repsol; Esther Giménez-Salinas, exrectora de la Universitat Ramon Llull i consellera del Grupo Santander; Abel Matutes (exministre d'Assumptes Exteriors d'Espanya, president del Grupo Matutes i propietari de Fiesta Hotel Group, i Ignacio Polanco, president del grup PRISA. Altres membres recents han estat Javier Solana, Alt Representant de la Política Exterior de la UE de 1999 a 2009; Borja Prado, president d'Endesa, i Ferran Rodés, vicepresident del grup de comunicació Havas Media.